# Chagny (Saône-et-Loire)
Pour les articles homonymes, voir Chagny.
Chagny est une commune française située dans le département de Saône-et-Loire, en région Bourgogne-Franche-Comté.

## Géographie

### Situation
La ville est située au cœur d'une région viticole, à 16 km de Beaune et autant de Chalon-sur-Saône, lorsque la Dheune arrive sur le val de Saône.

### Transports et déplacements
La commune est à 15 km de la sortie des autoroutes A6, A31, A36. La gare TGV de Montchanin est à 23 km. L'aérodrome de Champforgeuil au nord de Chalon-sur-Saône est à 13 km.

### Hydrographie
Cette commune est traversée au nord par la Dheune, et à l'ouest par le canal du Centre.

### Géologie et relief
Chagny est située entre les sols des vignobles de Rully, Bouzeron et Chassagne-Montrachet (avec Remigny), qui sont des sols argilo-calcaires avec des marnes blanches à dominante calcaire. Mais la commune de Chagny est, elle, à dominante argileuse.

### Climat
Pour des articles plus généraux, voir Climat de la Bourgogne-Franche-Comté et Climat de Saône-et-Loire.
En 2010, le climat de la commune est de type climat océanique dégradé des plaines du Centre et du Nord, selon une étude du Centre national de la recherche scientifique s'appuyant sur une série de données couvrant la période 1971-2000. En 2020, Météo-France publie une typologie des climats de la France métropolitaine dans laquelle la commune est dans une zone de transition entre le climat océanique altéré et le climat océanique altéré et est dans la région climatique Bourgogne, vallée de la Saône, caractérisée par un bon ensoleillement (1 900 h/an), un été chaud (18,5 °C), un air sec au printemps et en été et des vents faibles.
Pour la période 1971-2000, la température annuelle moyenne est de 11,2 °C, avec une amplitude thermique annuelle de 17,9 °C. Le cumul annuel moyen de précipitations est de 786 mm, avec 11,2 jours de précipitations en janvier et 7,1 jours en juillet. Pour la période 1991-2020, la température moyenne annuelle observée sur la station météorologique de Météo-France la plus proche, « La Rochepot », sur la commune de La Rochepot à 8 km à vol d'oiseau, est de 10,6 °C et le cumul annuel moyen de précipitations est de 849,5 mm. 
La température maximale relevée sur cette station est de 39 °C, atteinte le 12 août 2003 ; la température minimale est de −21 °C, atteinte le 9 janvier 1985,,.
| Mois                                  | jan.           | fév.           | mars           | avril           | mai           | juin          | jui.         | août         | sep.          | oct.            | nov.           | déc.            | année    |
| ------------------------------------- | -------------- | -------------- | -------------- | --------------- | ------------- | ------------- | ------------ | ------------ | ------------- | --------------- | -------------- | --------------- | -------- |
| Température minimale moyenne (°C)     | −0,9           | −0,7           | 1,9            | 4,2             | 8,2           | 11,6          | 13,5         | 13,2         | 9,7           | 6,6             | 2,5            | −0,1            | 5,8      |
| Température moyenne (°C)              | 2,1            | 3,1            | 6,8            | 9,9             | 13,9          | 17,6          | 19,7         | 19,4         | 15,2          | 10,9            | 5,8            | 2,8             | 10,6     |
| Température maximale moyenne (°C)     | 5              | 6,9            | 11,7           | 15,5            | 19,6          | 23,6          | 25,9         | 25,6         | 20,6          | 15,2            | 9,2            | 5,7             | 15,4     |
| Record de froid (°C) date du record   | −21 09.01.1985 | −20 10.02.1956 | −14,5 01.03.05 | −5,5 08.04.1956 | −3 03.05.1979 | 1,5 04.06.01  | 4 01.07.1960 | 0 01.08.1960 | 0 30.09.1995  | −6 29.10.12     | −11 23.11.1998 | −18 20.12.09    | −21 1985 |
| Record de chaleur (°C) date du record | 15,9 01.01.23  | 20,4 27.02.19  | 23,8 31.03.21  | 28,5 17.04.1949 | 32 25.05.09   | 36,2 27.06.19 | 38 31.07.20  | 39 12.08.03  | 34 03.09.1962 | 28,5 05.10.1966 | 21,1 07.11.15  | 17,5 04.12.1953 | 39 2003  |
| Précipitations (mm)                   | 69,7           | 57             | 55,6           | 65              | 79,9          | 69,6          | 71,6         | 60,9         | 67            | 84,3            | 90,1           | 78,8            | 849,5    |

| Diagramme climatique                                  |           |             |           |             |              |              |              |           |             |            |             |
| J                                                     | F         | M           | A         | M           | J            | J            | A            | S         | O           | N          | D           |
| 5−0,969,7                                             | 6,9−0,757 | 11,71,955,6 | 15,54,265 | 19,68,279,9 | 23,611,669,6 | 25,913,571,6 | 25,613,260,9 | 20,69,767 | 15,26,684,3 | 9,22,590,1 | 5,7−0,178,8 |
| Moyennes : • Temp. maxi et mini °C • Précipitation mm |           |             |           |             |              |              |              |           |             |            |             |

Les paramètres climatiques de la commune ont été estimés pour le milieu du siècle (2041-2070) selon différents scénarios d'émission de gaz à effet de serre à partir des nouvelles projections climatiques de référence DRIAS-2020. Ils sont consultables sur un site dédié publié par Météo-France en novembre 2022.

#### Mâcon
Pour la ville de Mâcon (216 m), les valeurs climatiques de 1961 à 1990 :
| Mois                              | jan. | fév. | mars | avril | mai  | juin | jui. | août | sep. | oct. | nov. | déc. | année |
| --------------------------------- | ---- | ---- | ---- | ----- | ---- | ---- | ---- | ---- | ---- | ---- | ---- | ---- | ----- |
| Température minimale moyenne (°C) | −0,6 | 0,7  | 2,5  | 5,2   | 8,9  | 12,3 | 12,4 | 13,9 | 11,1 | 7,5  | 2,9  | 0,1  | 6,6   |
| Température moyenne (°C)          | 2,1  | 4    | 6,8  | 10    | 13,9 | 17,5 | 20,1 | 19,4 | 16,4 | 11,7 | 6    | 2,7  | 10,9  |
| Température maximale moyenne (°C) | 4,9  | 7,3  | 11,1 | 14,8  | 18,9 | 22,8 | 25,7 | 24,9 | 21,7 | 15,9 | 9,1  | 5,3  | 15,2  |
| Précipitations (mm)               | 66,3 | 60,9 | 58,7 | 69,4  | 85,9 | 74,7 | 58,1 | 77,1 | 75,7 | 71,7 | 72,7 | 70,4 | 841,4 |

## Urbanisme

### Typologie
Au 1er janvier 2024, Chagny est catégorisée petite ville, selon la nouvelle grille communale de densité à sept niveaux définie par l'Insee en 2022.
Elle appartient à l'unité urbaine de Chagny, une agglomération inter-départementale regroupant deux  communes, dont elle est ville-centre,,. Par ailleurs la commune fait partie de l'aire d'attraction de Chalon-sur-Saône, dont elle est une commune de la couronne,. Cette aire, qui regroupe 109 communes, est catégorisée dans les aires de 50 000 à moins de 200 000 habitants,.

### Occupation des sols
L'occupation des sols de la commune, telle qu'elle ressort de la base de données européenne d’occupation biophysique des sols Corine Land Cover (CLC), est marquée par l'importance des forêts et milieux semi-naturels (38,6 % en 2018), en diminution par rapport à 1990 (44,3 %). La répartition détaillée en 2018 est la suivante : forêts (36,9 %), terres arables (19,8 %), zones urbanisées (17,9 %), zones agricoles hétérogènes (6,7 %), mines, décharges et chantiers (6,1 %), prairies (3,8 %), cultures permanentes (3,1 %), zones industrielles ou commerciales et réseaux de communication (1,9 %), espaces verts artificialisés, non agricoles (1,9 %), milieux à végétation arbustive et/ou herbacée (1,8 %). L'évolution de l’occupation des sols de la commune et de ses infrastructures peut être observée sur les différentes représentations cartographiques du territoire : la carte de Cassini (XVIIIe siècle), la carte d'état-major (1820-1866) et les cartes ou photos aériennes de l'IGN pour la période actuelle (1950 à aujourd'hui).

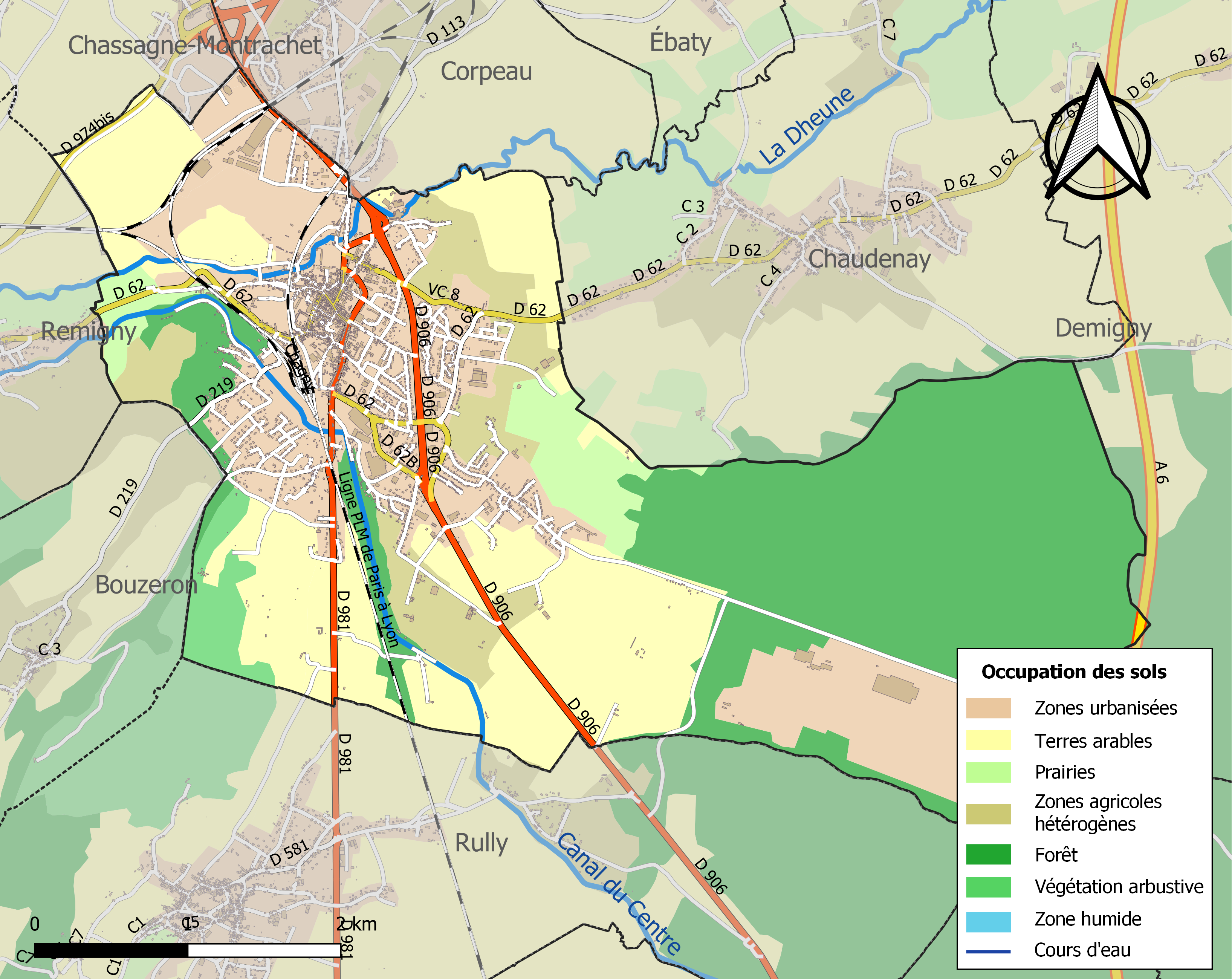
Carte des infrastructures et de l'occupation des sols de la commune en 2018 (CLC).

## Toponymie
Le nom de la localité est attesté sous les formes Chagneyacum, Caliniacum, Chaigny, Chagné puis Chagny. En latin tardif le suffixe -acum est amuï. Contrairement au suffixe -anum qui est issu directement du latin, -acum indique une origine gauloise, ; la forme gauloise est parfois notée -acon, et remonterait au celtique commun *-āko(n).
Le gentilé est Chagnotin(e).

## Histoire

### Moyen Âge
Le bourg de cette commune fut mentionné en 840 dans une charte de Lothaire Ier. La première mention de Chagny, date du règne de Charles le Chauve en 840-877. En 1220, un prieuré de l'ordre de Saint-Ruf fut fondé sur ce territoire. En 1369, Bertrand Du Guesclin, connétable en 1370, vient à Chagny pour décider les chefs des "Grandes compagnies" basées au château de Chagny, à partir pour la Castille où ils participeront à la guerre entre les deux compétiteurs au trône, Pierre le Cruel et Henri de Transtamare. Ce faisant, il débarrasse la province de ces bandes de routiers qui la mettaient en coupe réglée. La rencontre entre Du Guesclin et les Grandes compagnies eut lieu au lieu-dit Saint-Jacques près de Rully.

#### Seigneurie
Chagny est aux ducs de Bourgogne, puis passe à leur branche cadette de Monta(i)gu, issue d'Alexandre de Bourgogne († 1205), fils cadet du duc Hugues III et mari de Béatrice de Rion (Béatrice est dite dame de Rion, Sassenay et Gergy, aussi de Chagny, Montaigu et Givry : sans doute les premières terres de son chef, et les autres par son mariage ; cf. Geneanet : arbre de Jacques Chanis). Ainsi, Eudes Ier de Montaigu († vers 1243/1247), fils de Béatrice et d'Alexandre, et mari d'Elisabeth de Courtenay, affranchit les Chagnotins en septembre 1224 ; puis aux descendants des Bourgogne-Montagu membres de la Maison de Montfaucon-Montbéliard, jusqu'à Richard II, † 1337.
Alors, on retrouve Chagny chez les d'Antigny de Sainte-Croix, cousins des Montfaucon-Montbéliard par les Bellevesvre de Chay (mais sans parenté directe avec les Bourgogne-Montaigu ; peut-être un échange ou un legs inter-familial est-il intervenu ?). Toujours est-il qu'Huguette d'Antigny de Sainte-Croix († 1359 ; fille d'Henri II de Sainte-Croix et femme vers 1350 de Philippe II ou III de Vienne, seigneur de Lons en partie, Pymont, Montmorot, Ruffey), puis sa fille Marguerite de Vienne (qui épouse en 1360 Louis Ier de Chalon d'Arlay), sont dites dames de Chagny et de Chay. Ces successions sont explicitées à l'article Richard III, à l'alinéa consacré à son fils Richard IV-Ier de Montfaucon-Montbéliard, père de Thierry, père de Richard II.
L'hôpital de Chagny est fondé au XIVe siècle par Marguerite de Vienne (au lieu-dit les Ponts). Auparavant il y avait des léproseries (ou ladreries, maladreries), dont une au lieu-dit Saint-Jacques, puis un premier hospice (du XIIIe siècle ?).
Alix de Chalon-Arlay, fille de Jean III de Chalon, prince d'Orange († 1418), petite-fille de Louis Ier d'Arlay et Marguerite de Vienne ci-dessus, reçoit en dot lors de la succession paternelle 6 000 francs (ou livres tournois, cf. Discussion), plus Chagny qu'elle transmet à son mari Guillaume (V) de Vienne de Bussy († 1456), fils de Guillaume (IV) le Sage (seigneur de St-Georges et Seurre, Joux, Ste-Croix... ; cette branche de la Maison de Vienne a hérité les fiefs d'Antigny de Sainte-Croix en succession de Jeanne et Marie d'Antigny, nièces d'Huguette ci-dessus)
Puis Chagny va aux enfants d'Alix de Chalon et Guillaume V de Vienne : leur fils Jean († sans postérité) ; et leur fille, autre Marguerite de Vienne, femme en 1446 de Rodolphe de Bade-Hochberg, comte de Neuchâtel et Valangin.
La postérité Orléans-Longueville puis Savoie-Nemours de Marguerite et Rodolphe, hérite de Chagny : en effet, Jeanne de Hochberg, dame de Neuchâtel et de Noyers, petite-fille de Rodolphe et de la deuxième Marguerite de Vienne, épouse en 1504 Louis Ier d'Orléans, duc de Longueville ; leur fille Charlotte d'Orléans († 1549), épouse en 1528 Philippe de Savoie-Nemours, comte de Genève et duc de Nemours ; les petits-fils de Charlotte et Philippe sont les ducs Charles-Emmanuel, † 1595 sans postérité, et Henri Ier († 1632) : ce dernier vend Chagny au président Pierre Jeannin, ci-après, en 1596.

### Période moderne

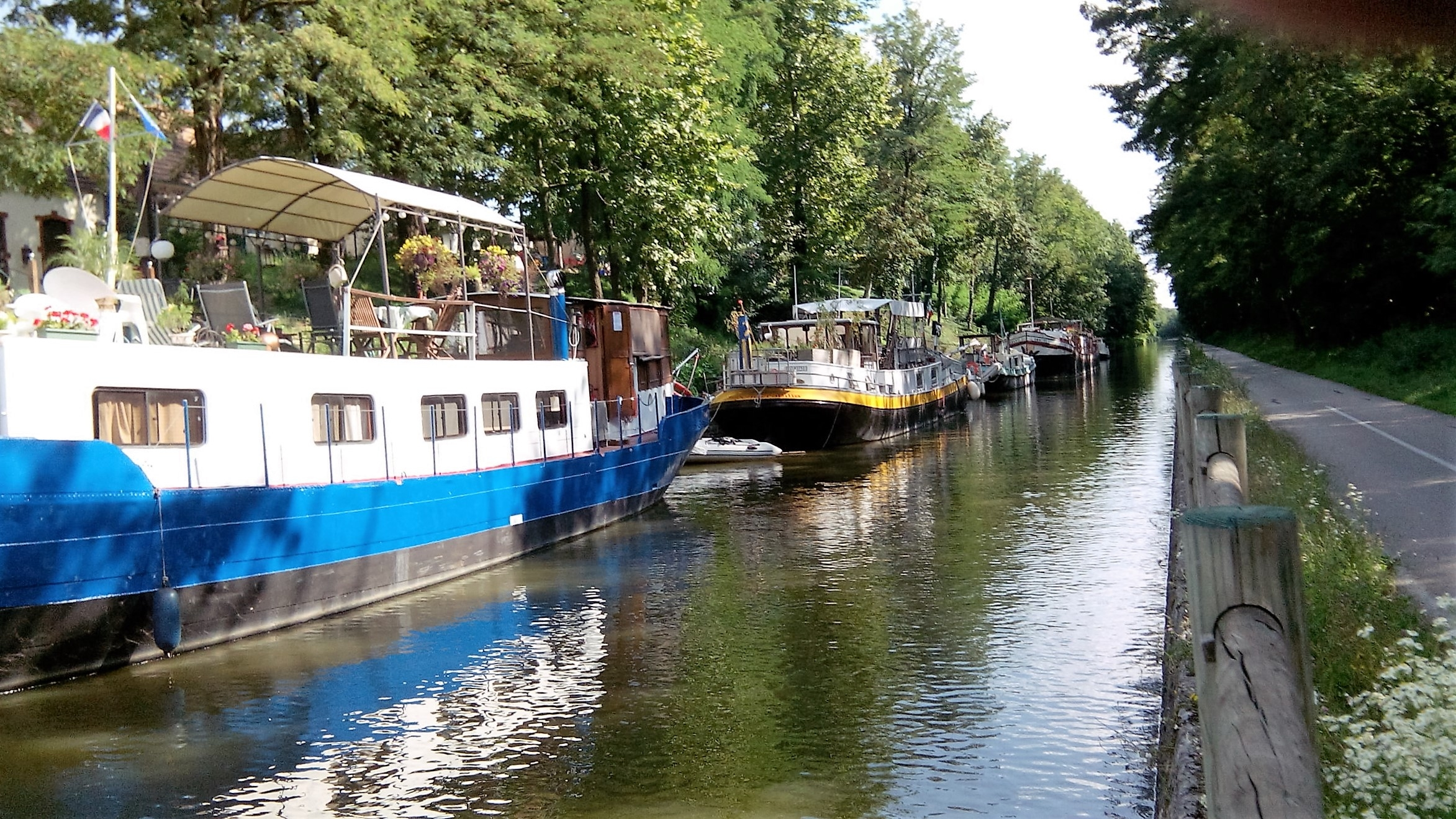
Chagny - Tranchée du canal du Centre.

Le baron Jeannin (vers 1540-1623), ministre du roi Henry IV, acquiert la baronnie de Chagny le 24 septembre 1596 (il avait aussi acheté en Bourgogne la seigneurie de Montjeu-en-Autun, au faubourg St-Blaise d'Autun, le 4 avril 1596 ; et la baronnie de Montjeu-en-Montagne à Broye dès 1583-1586 ; il y édifie respectivement les châteaux du Petit-Montjeu d'Autun, et du Grand-Monjeu de Broye). À sa mort en mars 1623, son cœur est légué à l'église de la paroisse Saint-Martin de Chagny, sous le chœur.
Le Surintendant des finances Pierre Jeannin légua Chagny à son petit-fils maternel Nicolas Jeannin de Castille († 1691/1692), futur parlementaire : mais ce n'est encore qu'un enfant, dont les parents Pierre de Castille et Charlotte Jeannin (mariés en 1603) cherchent très vite à vendre Chagny.
Le président de la Chambre des comptes de Paris Jean Perrault (vers 1604-1681 ; seigneur de Milly, d'Augerville, et de Montmirail, Authon et La Bazoche au Perche-Gouët) acquiert alors la baronnie de Chagny dans les années 1620, cédée ensuite à son neveu Louis Girard qui la vend à Jean(-Baptiste) de La Bout(h)ière (-en-Autunois : à Saint-Léger ? ; seigneur de (La) Chassa(i)gne(s) : à Laizy ?)
Jean-Baptiste de La Boutière est le père de Michel de La Boutière de La Chassagne (fl. 1647, parlementaire), et le grand-père de Charles de La Bout(t)ière : ce dernier lègue Chagny en 1710 à son petit-cousin ou neveu Jean-François-Antoine de Clermont-Montoison, petit-fils de Louis-Rostaing de Clermont-Montoison et de Marguerite de La Boutière (fille de Jean et sœur de Michel ci-dessus, ou bien fille de Michel ? ; femme en 1643 d'Antoine-François de Clermont-Montoison : parents de Louis-Rostaing, père lui-même de Jean-François-Antoine)
À Jean-François-Antoine succède son fils Louis-Claude de Clermont (1722-1787), père de Jeanne-Marie de Clermont-Montoison (1757-1822), femme en 1777 d'Amable-Charles de La Guiche (1747-guillotiné le 27 juin 1794) : Parents de Louis-Henri de La Guiche (1777-1843), pair de France, d'où postérité.
L'hôpital tombe en ruine lorsque Charles de La Boutière, baron de Chagny, fait construire un nouvel hospice pour les pauvres de Chagny sur une terre lui appartenant, en 1700. Louis XIV entérine cette fondation par lettres patentes. Agrandi grâce à un legs de l'évêque de Chalon, Mgr Madot, en 1772, il est desservi par les religieuses de l'ordre de Sainte-Marthe.
Le château médiéval est détruit au XVIIIe siècle par le baron de Chagny Louis-Claude, de la famille de Clermont-Montoison, pour faire place à un bel édifice surmonté d'une coupole, achevé une douzaine d'années avant la Révolution, vers 1780, œuvre de l'architecte bourguignon Émiland-Marie Gauthey, à qui l'on doit de nombreuses réalisations en Saône-et-Loire (à Chalon, Bourbon-Lancy, Givry, Gueugnon, Navilly, Tournus, le canal du Centre...). La famille de Clermont-Montoison émigra en 1792, et ne revint pas à Chagny.
La fin de siècle est marquée par la réalisation du canal du Centre, de 1784 à 1791/1793, avec la tranchée de Chagny qui oriente le canal vers Chalon-sur-Saône.

### Période contemporaine

#### XIXesiècle

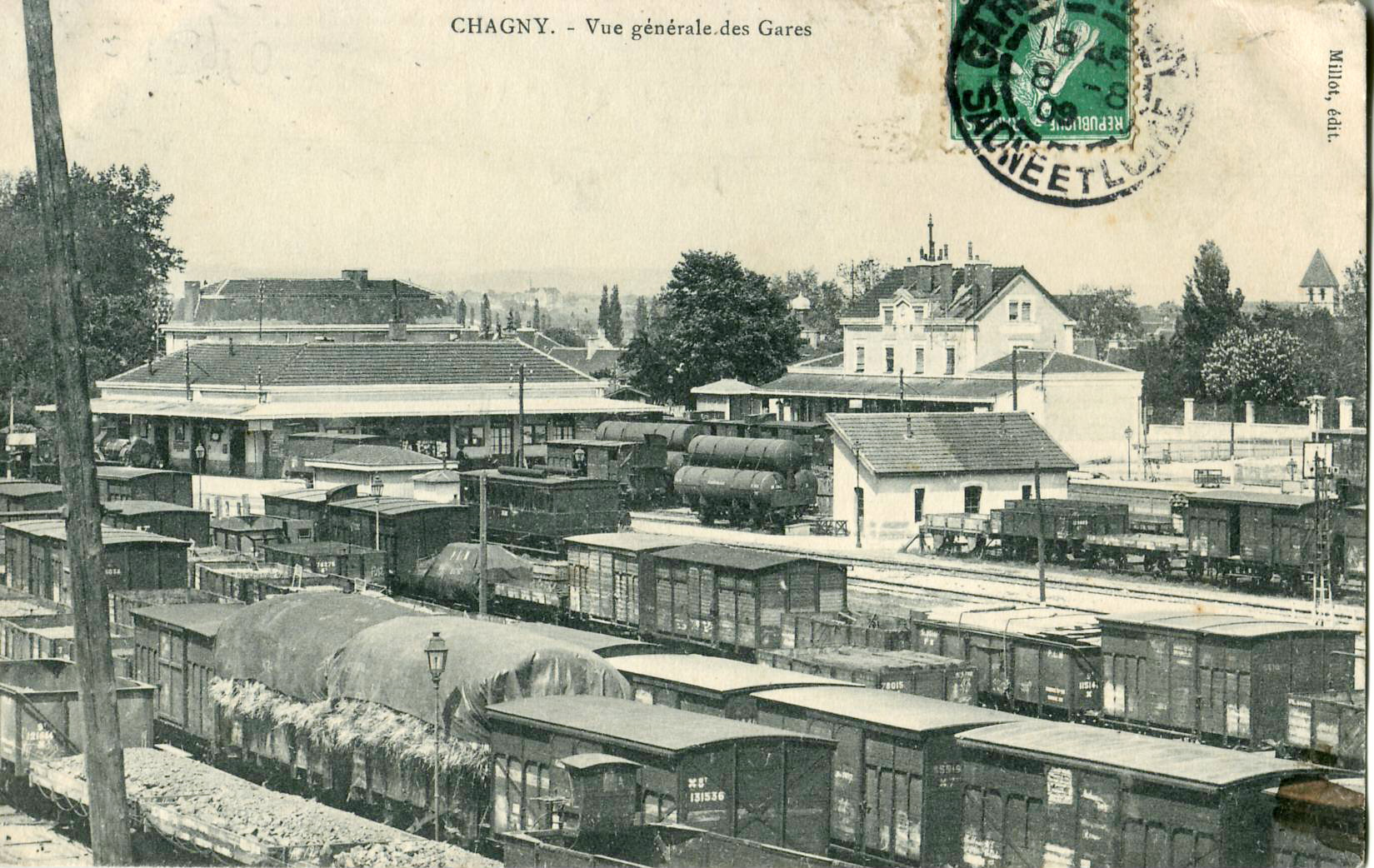
La gare de Chagny, dans les années 1900.

Napoléon Bonaparte, alors élève à l'école militaire de Brienne, serait venu en visite chez la famille James, de Chagny[réf. nécessaire].
Favorisée par sa situation sur les axes routiers en direction d'Autun, Beaune, Chalon-sur-Saône, la construction du canal du Centre, l'arrivée de la ligne ferroviaire Paris Lyon Méditerranée en 1849 (gare de triage), la construction de verreries, bientôt remplacées par les grandes tuileries de Bourgogne en 1881 (jusqu'à 600 ouvriers[réf. nécessaire]), Chagny devient un centre industriel, bien desservi par le port du canal et la gare PLM.
L'édifice ayant succédé à l'ancien château médiéval est à son tour menacé de vétusté : il est détruit en 1866 sous la municipalité du maire Loydreau, et fait place en 1889 à une école religieuse tenue par les frères maristes, le pensionnat Sainte-Marie. Le fondateur est l'abbé de Musy, curé de Chagny, qui réalise ainsi un vœu fait à Lourdes, où il a été miraculeusement guéri de sa cécité.
Lors de la guerre franco allemande de 1870, Chagny fut l'enjeu d'un combat le 20 novembre 1870.

#### XXesiècle
La modernisation des bâtiments de l'hôpital, à la fin des années 1970, entraîne la disparition des salles communes, de la chapelle et du beffroi. Il reste la superbe apothicairerie du XVIIIe siècle, conservée dans son état originel (boiseries d'origine en partie peintes au XIXe siècle, pots en faïence de Paris de l'époque Empire) et, dans la salle du conseil d'administration, outre quelques meubles anciens, les portraits des barons de Chagny, Charles de La Boutière et son gendre Antoine de Clermont-Montoison, premiers directeurs dudit hôpital.
Le déclin commence avec la fermeture du centre de triage et du tri postal. La modernisation des tuileries entraîne une très forte baisse des effectifs de cette entreprise, et l'usine Pierany ferme en 1979. L'activité du trafic sur le canal devient quasi nulle, remplacée par le tourisme nautique.
Des travaux d'agrandissements et de modernisation de l'hôpital, ont été réalisés dans les années 1992 et 1993.

#### XXIesiècle
L'hôpital est classé centre hospitalier en 2008. Il connaît de nouveaux travaux d'extension en 2011/2013.

## Politique et administration

### Rattachements administratifs et électoraux
La commune se trouve dans l'arrondissement de Chalon-sur-Saône du département de Saône-et-Loire. Pour l'élection des députés, elle fait partie depuis 1988 de la troisième circonscription de Saône-et-Loire.
Elle était depuis 1793 le chef-lieu du canton de Chagny. Dans le cadre du redécoupage cantonal de 2014 en France, ce canton, dont la commune est désormais le bureau centralisateur, est modifié, passant de 14 à 27 communes.

### Intercommunalité
La commune était le siège de la communauté de communes de la Région de Chagny en Bourgogne, créée fin 1994.
Celle-ci fusionne pour former, le 1er janvier 2007, la communauté d'agglomération Beaune Côte et Sud, dont la commune est désormais membre.

### Liste des maires
| Période                                  | Période        | Identité          | Étiquette | Qualité |
| ---------------------------------------- | -------------- | ----------------- | --------- | --- |
| Les données manquantes sont à compléter. |                |                   |           | |
| novembre 1919                            | 1922           | Théo Bretin       | SFIO      | Instituteur Ancien député de Saône-et-Loire (1914 → 1919)                                                                                         |
| Les données manquantes sont à compléter. |                |                   |           | |
| ?                                        | ?              | Joanne Martin     | Rad.      | Entrepreneur Conseiller général de Chagny (1934 → 1937)                                                                                           |
| juin 1937                                | septembre 1940 | Théo Bretin       | SFIO      | Instituteur Député de Saône-et-Loire (1924 → 1928) Conseiller général de Chagny (1929 → 1934 et 1937 → 1940)                                      |
| Les données manquantes sont à compléter. |                |                   |           | |
| octobre 1947                             | mai 1953       | François Michaud  |           | |
| mai 1953                                 | mars 1977      | Marcel Charollais | SFIO      | Instituteur |
| mars 1977                                | mars 1989      | Daniel Malingre   | PS        | Conseiller maître à la Cour des comptes |
| mars 1989                                | mars 2001      | Michel Lauzier    | PS        | Ingénieur EDF |
| mars 2001                                | juillet 2020   | Michel Picard     | DVD       | Chef d'entreprise Vice-président de la CA Beaune Côte et Sud Réélu pour le mandat 2014-2020                                                       |
| juillet 2020                             | En cours       | Sébastien Laurent | DVD       | Responsable de développement industriel, ingénieur Ancien adjoint au maire de Remigny 8e vice-président de la CA Beaune Côte et Sud (depuis 2020) |

### Jumelages
Chagny figure parmi les quinze premières communes de Saône-et-Loire à avoir établi – puis officialisé – des liens d'amitié avec une localité étrangère.
En 2012, la ville est jumelée avec :
- Wissen (Allemagne)[37] ;
- Letchworth Garden City (Angleterre)[37] ;
- Vila Nova de Cerveira (Portugal).

### Politique de développement durable
Depuis longtemps, Chagny accueille une grande partie des déchets du département, et il y aura prochainement[évasif] une usine de méthanisation.

## Population et société
Les habitants sont appelés les Chagnotins.

### Démographie
L'évolution du nombre d'habitants est connue à travers les recensements de la population effectués dans la commune depuis 1793. Pour les communes de moins de 10 000 habitants, une enquête de recensement portant sur toute la population est réalisée tous les cinq ans, les populations de référence des années intermédiaires étant quant à elles estimées par interpolation ou extrapolation. Pour la commune, le premier recensement exhaustif entrant dans le cadre du nouveau dispositif a été réalisé en 2007.

En 2022, la commune comptait 5 402 habitants, en évolution de −3,62 % par rapport à 2016 (Saône-et-Loire : −1,06 %, France hors Mayotte : +2,11 %).
| 1793  | 1800  | 1806  | 1821  | 1831  | 1836  | 1841  | 1846  | 1851  |
| ----- | ----- | ----- | ----- | ----- | ----- | ----- | ----- | ----- |
| 2 219 | 2 214 | 2 260 | 2 555 | 2 634 | 3 107 | 2 926 | 3 238 | 3 090 |

| 1856  | 1861  | 1866  | 1872  | 1876  | 1881  | 1886  | 1891  | 1896  |
| ----- | ----- | ----- | ----- | ----- | ----- | ----- | ----- | ----- |
| 2 875 | 3 459 | 3 876 | 4 059 | 4 173 | 4 222 | 4 544 | 4 736 | 4 594 |

| 1901  | 1906  | 1911  | 1921  | 1926  | 1931  | 1936  | 1946  | 1954  |
| ----- | ----- | ----- | ----- | ----- | ----- | ----- | ----- | ----- |
| 4 671 | 4 460 | 4 531 | 4 556 | 4 742 | 4 813 | 4 652 | 4 652 | 4 692 |

| 1962  | 1968  | 1975  | 1982  | 1990  | 1999  | 2006  | 2007  | 2012  |
| ----- | ----- | ----- | ----- | ----- | ----- | ----- | ----- | ----- |
| 4 687 | 5 205 | 5 661 | 5 339 | 5 346 | 5 591 | 5 406 | 5 391 | 5 657 |

| 2017  | 2022  | - | - | - | - | - | - | - |
| ----- | ----- | - | - | - | - | - | - | - |
| 5 543 | 5 402 | - | - | - | - | - | - | - |

### Enseignement
Chagny possède des écoles maternelles, primaires et secondaires en privé et public[réf. nécessaire].

### Santé
Chagny possède un centre hospitalier.
Il y a aussi des médecins généralistes, infirmier(e)s, ambulanciers, dentistes, kinésithérapeutes, vétérinaires et orthophonistes. Il y a également des pharmacies, un laboratoire d'analyses de biologie médicale, et un centre médico-social du conseil départemental.

### Cultes
Chagny est le siège de la paroisse catholique Saint-Martin-des-Trois-Croix, qui relève du doyenné de Chalon-sur-Saône.
En 2019, la paroisse a pour curé le père Jean-Pierre Foret.

### Sports
La commune possède plusieurs terrains de sport, un gymnase, et une piscine. Il y a des clubs sportifs pour :
- le rugby à XV (le « RC Chagny ») ;
- le football (« ASC Chagny ») ;
- cette ville est réputée pour son club de basketball : l'ALCB (Amical laïque Chagny basket) avec les U15 de la saison 2015-2016 qui ont remportés la coupe Milan pour la première fois depuis 14 ans ;
- le tennis de Table (« Chagny T.T »).

### Associations
En 2012, la ville compte 95 associations implantées sur la commune.

### Manifestations culturelles et festivités
La tradition du Carnaval est vivante à Chagny, avec un Comité de la Mi-Carême qui organise tous les ans diverses festivités à l'occasion de la Mi-Carême : élection de la Reine, cortège, bal.

## Économie

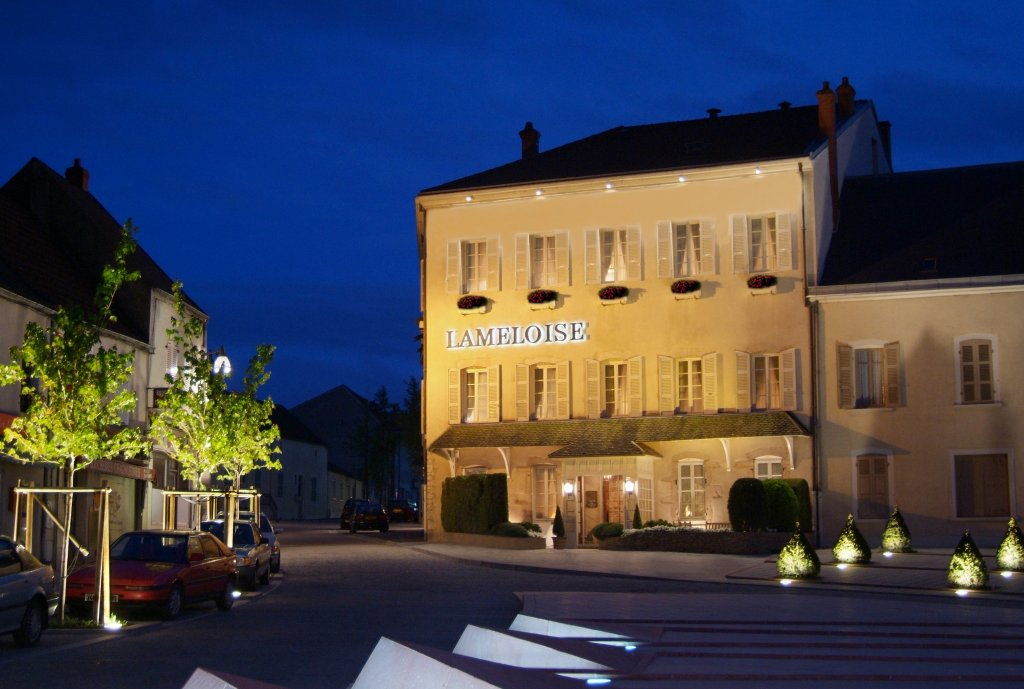
Le restaurant Lameloise, à Chagny.

La ville est située au cœur d'une région argileuse, ce qui explique l'implantation d'une tuilerie à Chagny dès 1881, au bord du Canal du Centre. La tuilerie appartient en 2012 au groupe Terreal, et un nouveau site est en construction en lisière de la forêt de Chagny, pour augmenter de façon significative la production. Cette tuilerie compte environ 150 employés,. L'autre grosse entreprise de la commune est les Moulins Joseph Nicot (environ 150 salariés). La ville possède un restaurant trois étoiles (Maison Lameloise) aujourd'hui tenu par Frédéric Lamy (directeur) et Éric Pras (chef cuisinier, meilleur ouvrier de France).
Il y a aussi un gros marché qui a lieu dans le centre-ville chaque dimanche matin.

Les vignobles de la côte chalonnaise.

La viticulture est présente sur la commune avec environ 40 hectares de vignes, dont une partie est comprise dans l’appellation Rully. Il y a quatre viticulteurs implantés sur la commune.

## Culture locale et patrimoine

### Lieux et monuments
Parmi les lieux et monuments remarquables de Chagny, ville fleurie (2 fleurs), figurent :
- l'église Saint-Martin de Chagny, classée au titre des Monuments historiques[49], dominée par un clocher percé de baies à colonnettes. En 1839, Victor Hugo écrivait : « Il y a à Chagny un remarquable clocher roman, tour carrée, large, trapue, superbe. » ; le reste du bâtiment date de plusieurs époques : remanié jusqu'au XVIIe siècle, porche construit vers 1970. Prieuré de Saint-Ruf jusqu'à la Révolution. Elle abrite trois cloches[50], dont la plus petite date de 1489.
- Le château de Bellecroix, ancienne commanderie de l'ordre de Saint-Jean de Jérusalem et sa chapelle[51].
- Le théâtre des Copiaux, théâtre à l'italienne du XIXe siècle. Construit pour maître Carré, notaire, racheté par la commune après la faillite de celui-ci.
- Sur la place de l'église, on peut voir une œuvre de Richard Serra, Octagon for Saint Eloi. Surnommée "Le boulon" par la population locale
- Sur le port du canal du Centre, se dresse une sculpture de Lawrence Weiner, Et sous les Étoiles.
- L'hôpital et tout particulièrement l'apothicairerie de l'hôpital, classé en 2017 monument historique[52].
- La mairie de Chagny est un beau bâtiment de la fin du XIXe siècle, avec deux ailes abritant des halles où se tient le marché les jeudi et dimanche. Le marché du dimanche, réputé et très fréquenté, s'étale sur tout le centre-ville.
- Le plus monumental des marronniers de Bourgogne (5,50 m de circonférence et 30 m de hauteur)[53].
- L'une des rares stations-service protégées au titre des Monuments historiques en France, construite en 1958 au bord de la route nationale 6[54].
- Le poste d’aiguillage no 2 de Chagny, construction représentative des postes de la Compagnie des chemins de fer de Paris à Lyon et à la Méditerranée de l’entre-deux-guerres (silhouette caractéristique surplombant les voies, structure de béton et remplissage de brique) qui constitue par ailleurs un repère visuel pour la ville et un rappel de son passé cheminot (inscrit au titre des Monuments historiques en 2020[55]).

### Personnalités liées à la commune
Sont attachées à la commune de Chagny les personnalités suivantes :
- Pierre Jeannin (1540-1622), président du parlement de Bourgogne et baron de Chagny ;
- Jacques Brunot (1799-1883), général de brigade, né à Chagny ;
- Jean-François Nicot (1828-1903), pédagogue français, né à Chagny où il a été instituteur pendant douze ans ;
- Étienne-Jules Marey (1830-1904), physiologiste et inventeur de la chronophotographie, qui a étudié le vol des oiseaux sur la colline de la Folie[56] ;
- Franceline Ribard (1851-1886), première ophtalmologue française,  première bachelière et la première étudiante en médecine ç Nantes, est née à Chagny ;
- François Nicot (1873-1945), artiste peintre, est né à Chagny, où une rue porte son nom ;
- Louis Chevrolet (1878-1941), mécanicien, pilote automobile et entrepreneur d'origine suisse, y a résidé avant son départ pour les États-Unis ;
- Théo Bretin (1879-1956), parlementaire sous la Troisième République, militant de la SFIO et du Parti socialiste démocratique, décédé à Chagny en 1956 ;
- Christine Brisset (1898-1993) ; militante en faveur des sans-abri et contre le mal-logement ;
- Jean Magne (1913-1958), militaire, Compagnon de la Libération, né à Chagny[57] ;
- Jean Chamant (1913-2010), homme politique de droite (CNI puis RPR) ;
- Robert Marchi (1919-1946), as aux treize victoires homologuées du régiment de chasse Normandie-Niémen, mort accidentellement et qui repose au cimetière de Chagny ;
- Tristan Maya (1926-2000), écrivain ;
- Jacques Lameloise (1947-), grand chef cuisinier français ;
- Jean-Michel Asselin (1952-), écrivain et alpiniste ;
- Patricia Rossignol (1958-), lutteuse, championne du Monde en 1987, présidente de l'Alliance Chagny Sports ;
- Éric Pras (1972-), chef cuisinier français.

### Héraldique
|  | Les armes de la commune se blasonnent ainsi : D'argent au chêne soudé d'or, feuillé de sinople sur une terrasse du même. |